# Jacob Moli
Jacob Moli (11 maggio 1967) è un allenatore di calcio ed ex calciatore salomonese.

## Carriera
Nel 1996 ha esordito da giocatore con la maglia della Nazionale salomonese, della quale è stato allenatore dal 2010 al 2014.

## Palmarès

### Club

#### Competizioni nazionali
- Telekom National Club Championship: 1

Kossa: 2007